# 福尔卡赫
福尔卡赫是德国巴伐利亚州的一个市镇。总面积60.19平方公里，总人口9014人，其中男性4518人，女性4496人（2011年12月31日），人口密度150人/平方公里。

## 照片库

福尔卡赫 - Volkach
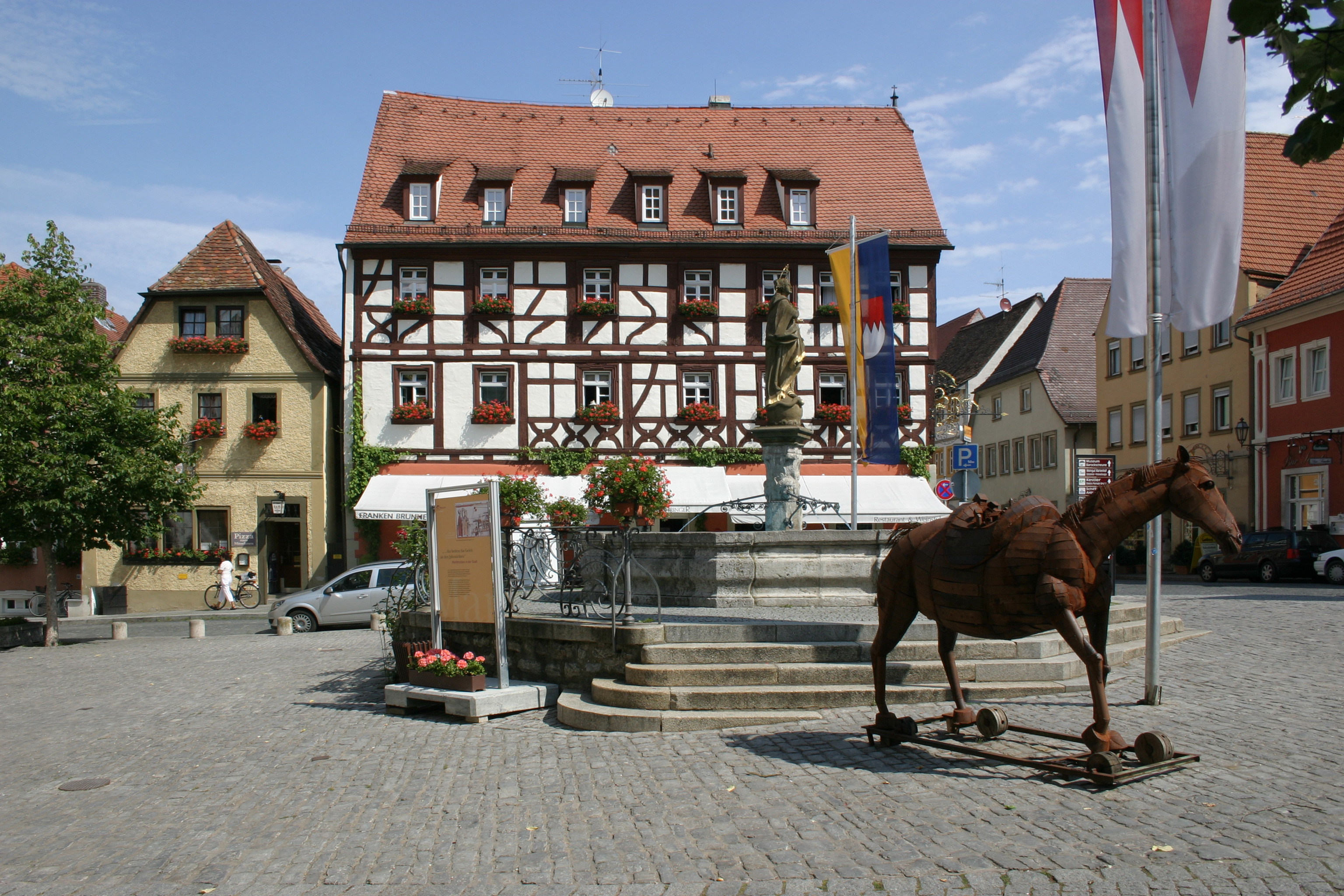
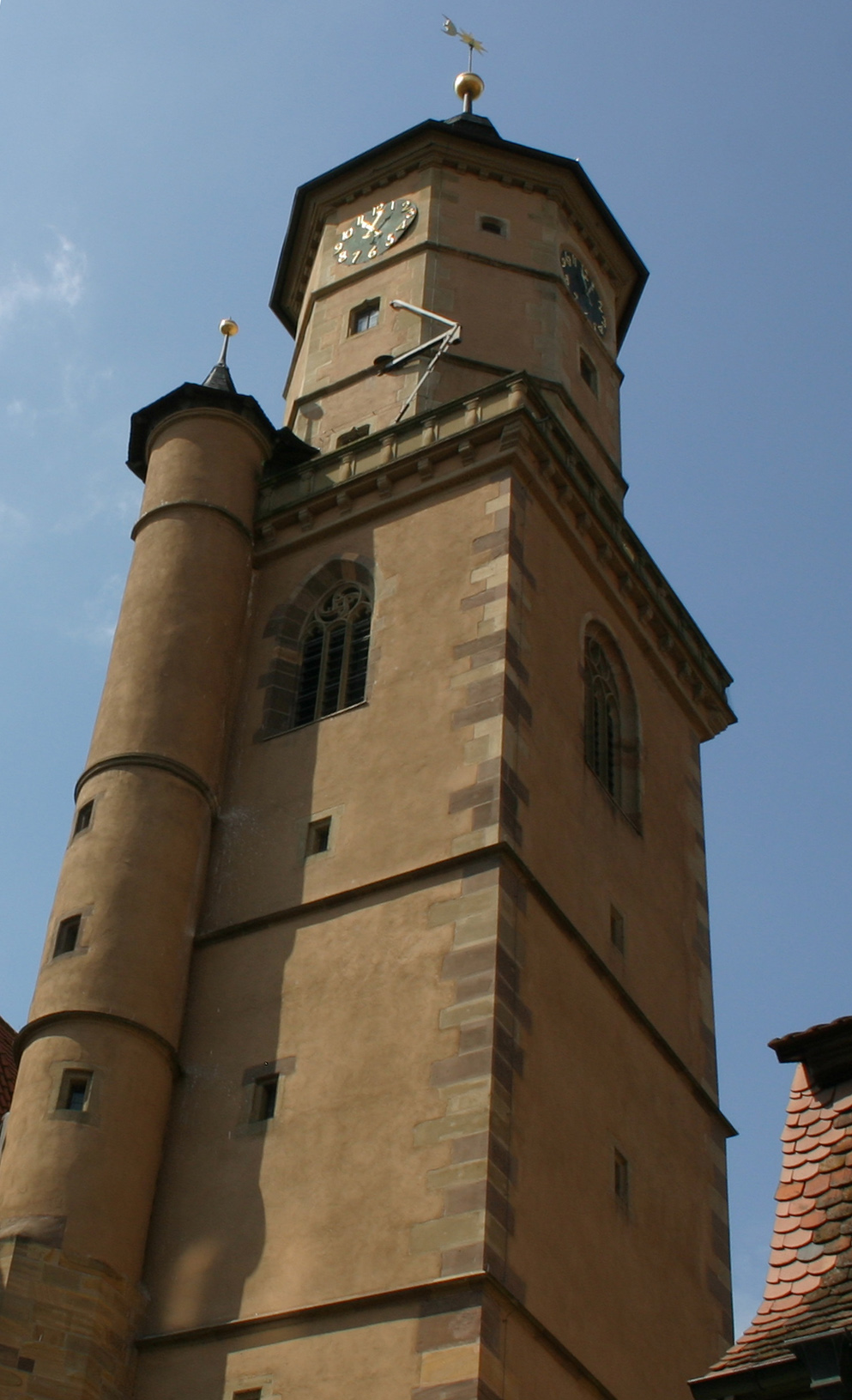
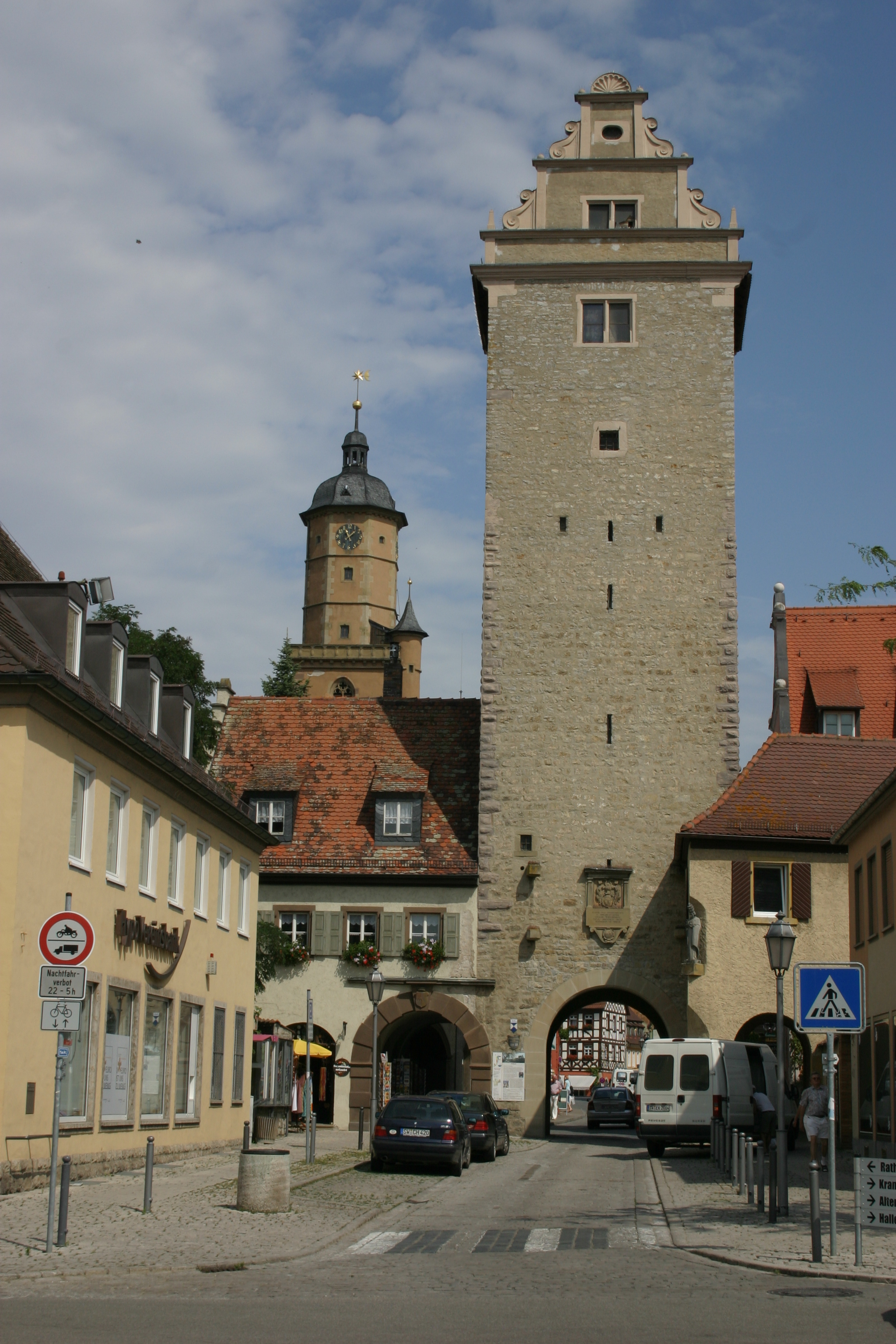
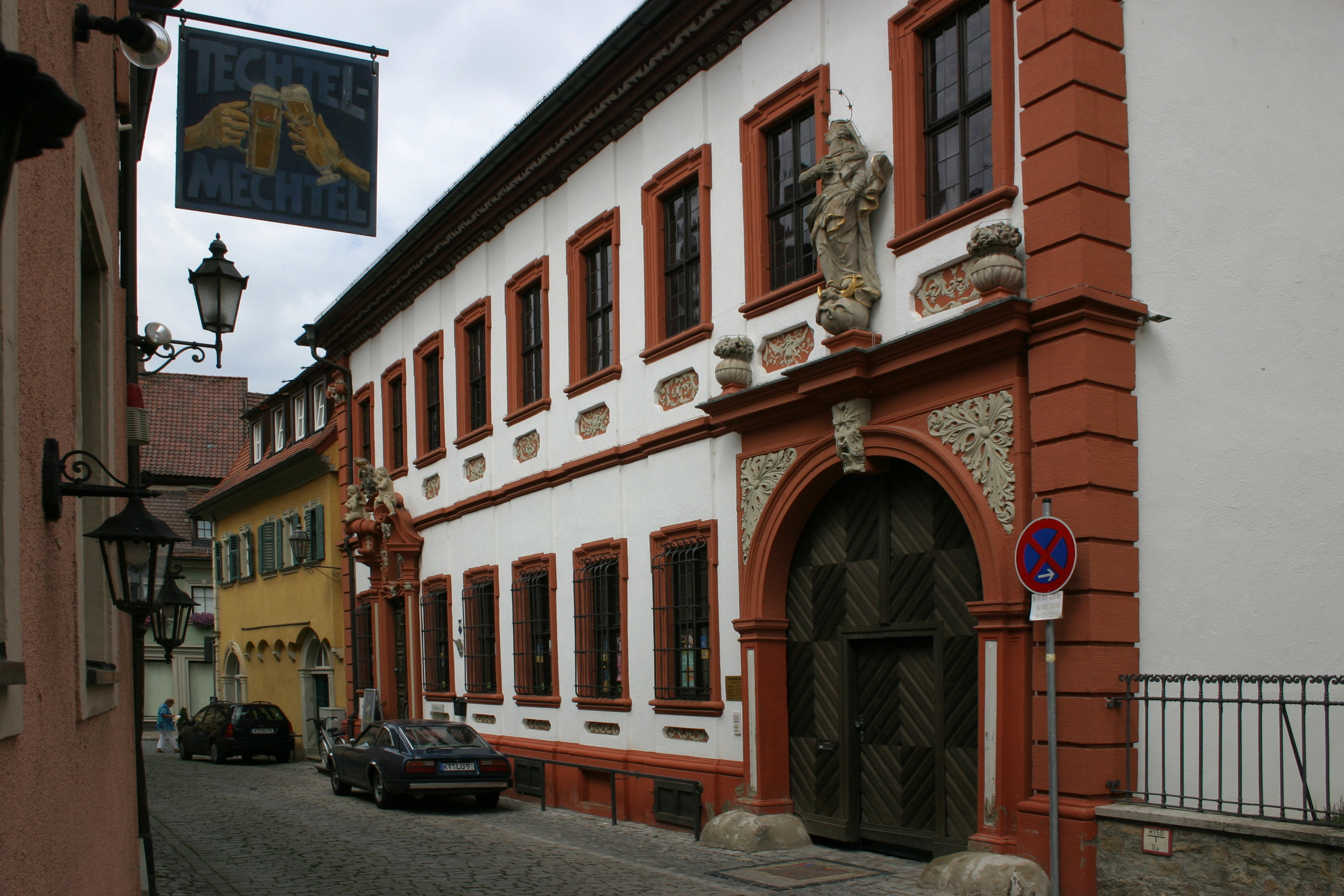
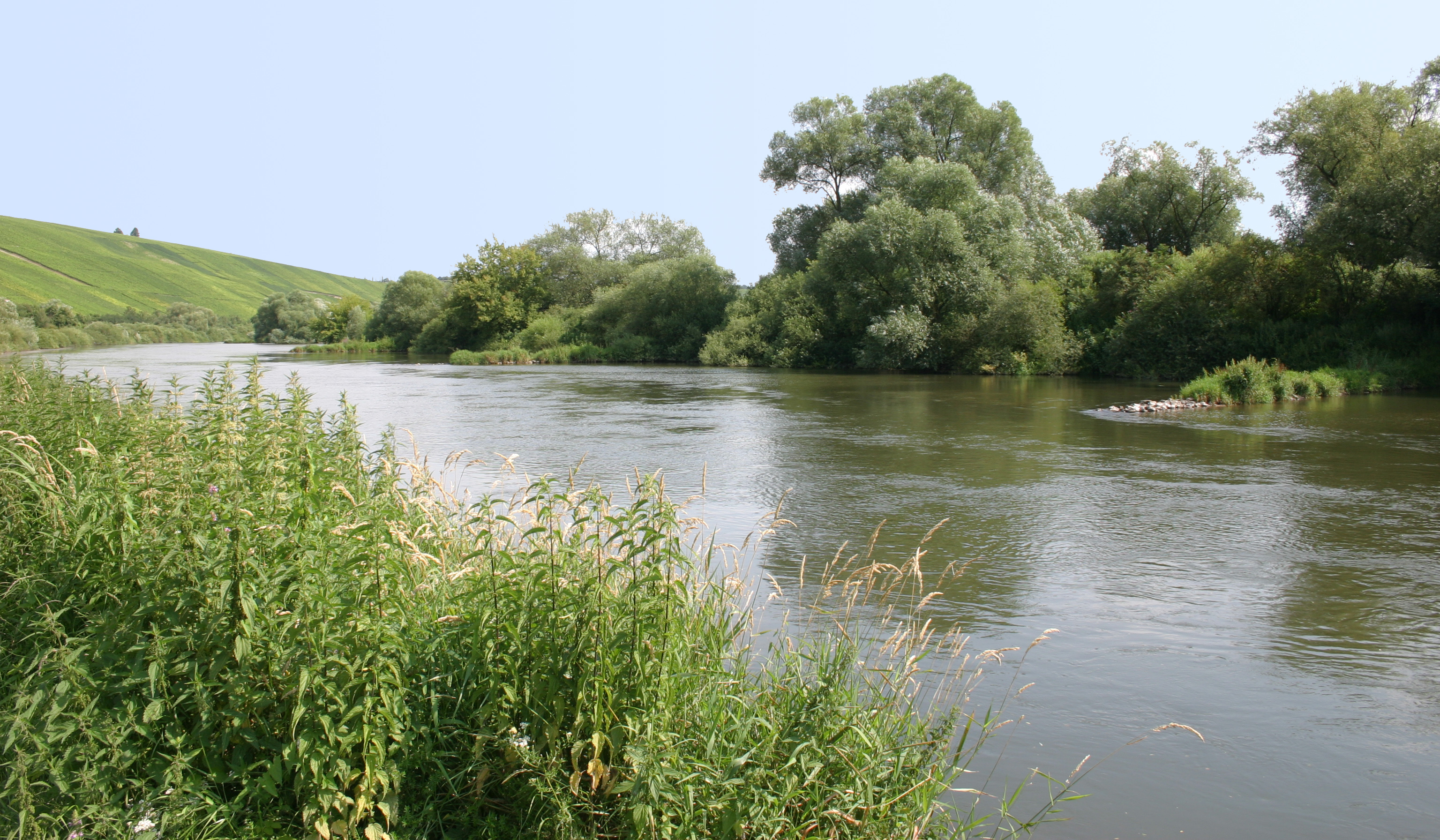
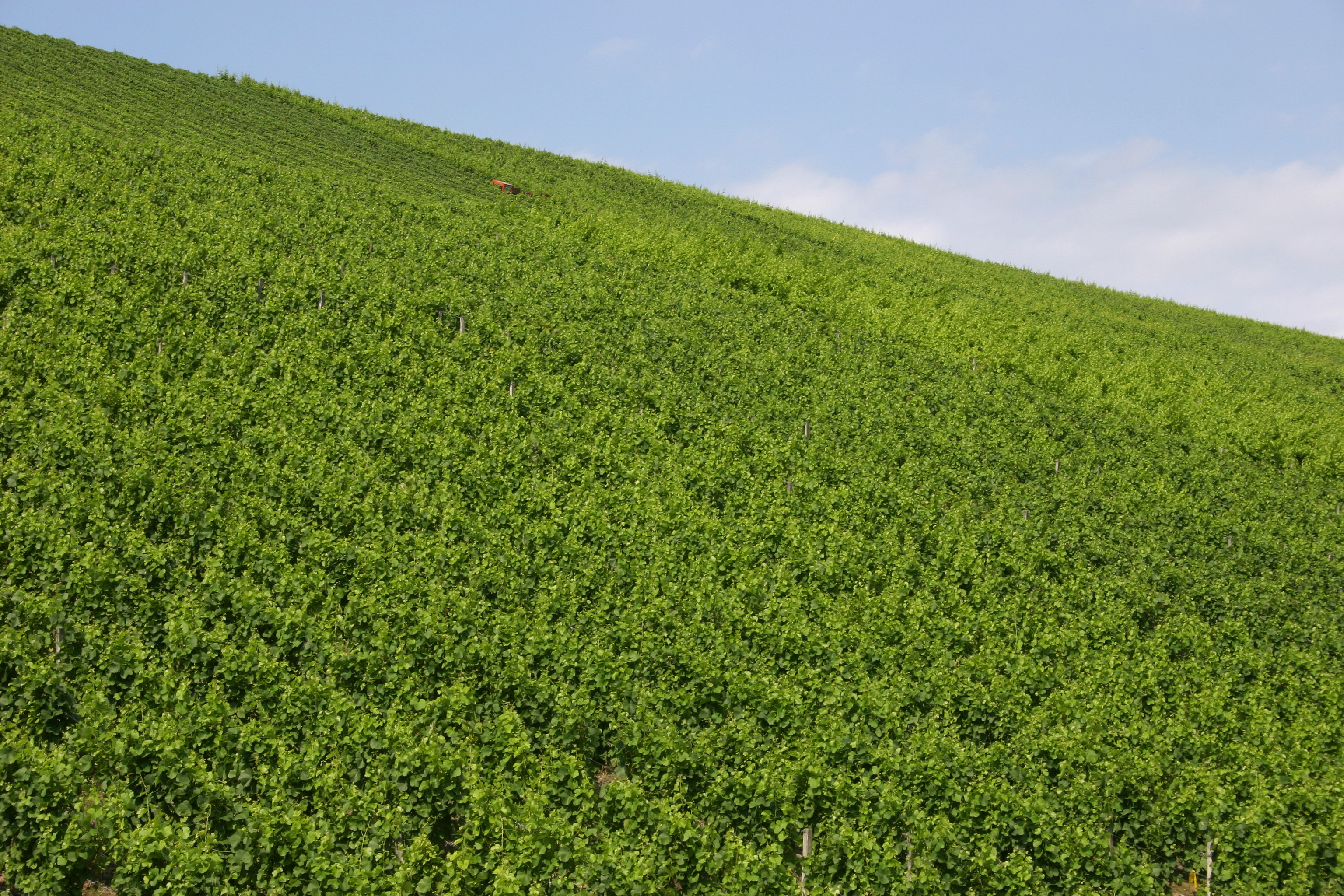
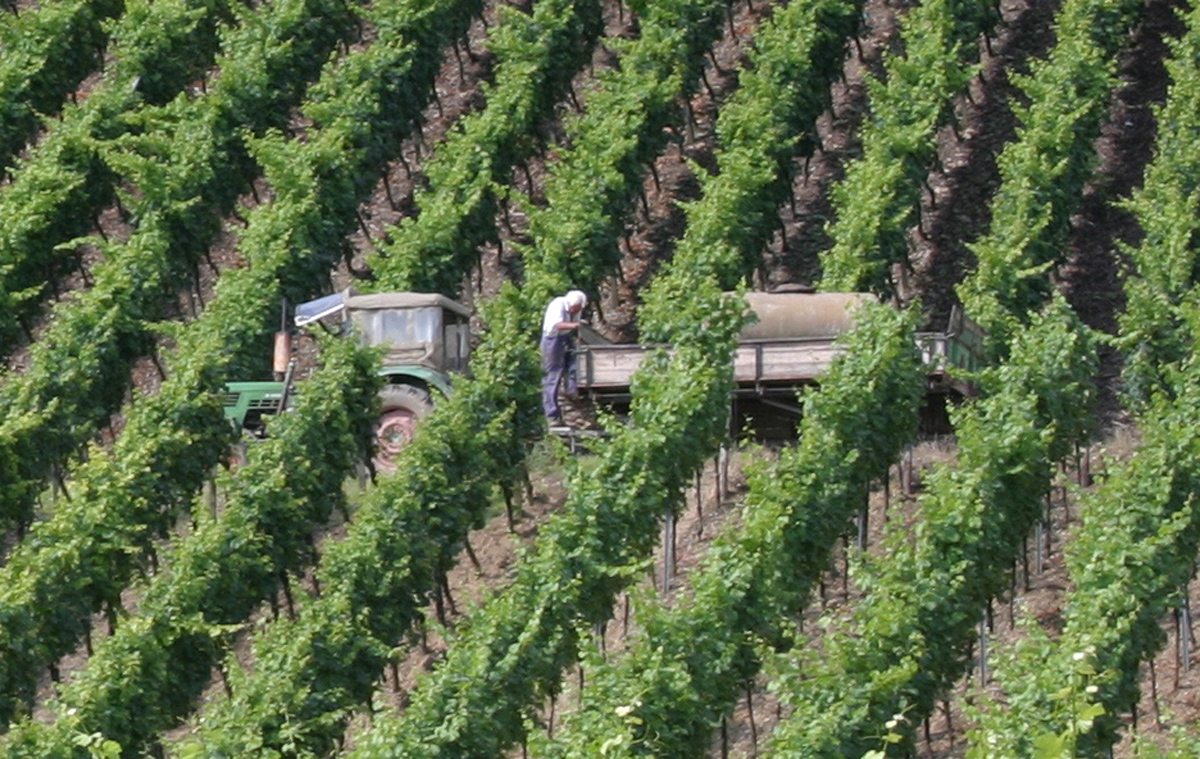
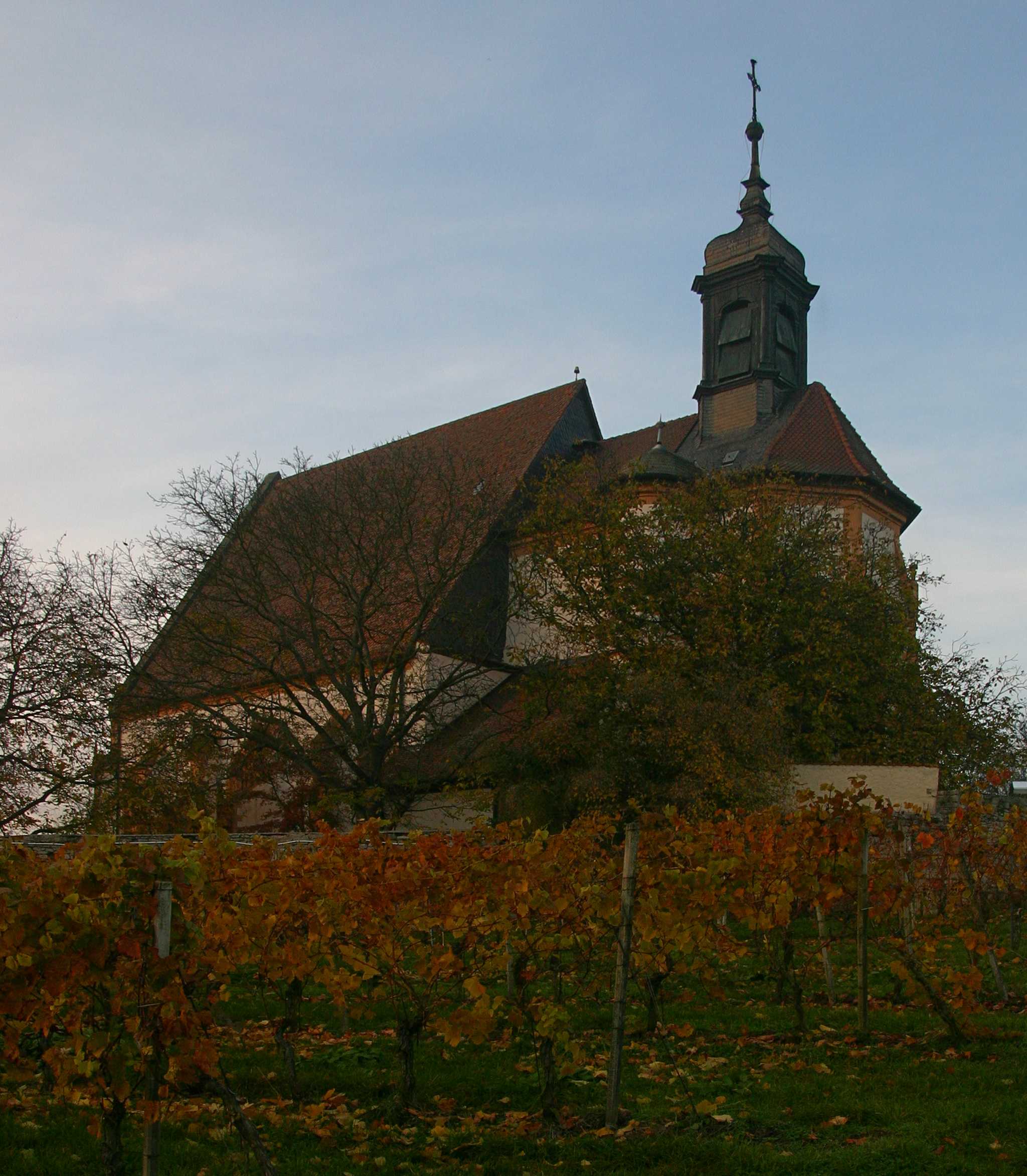
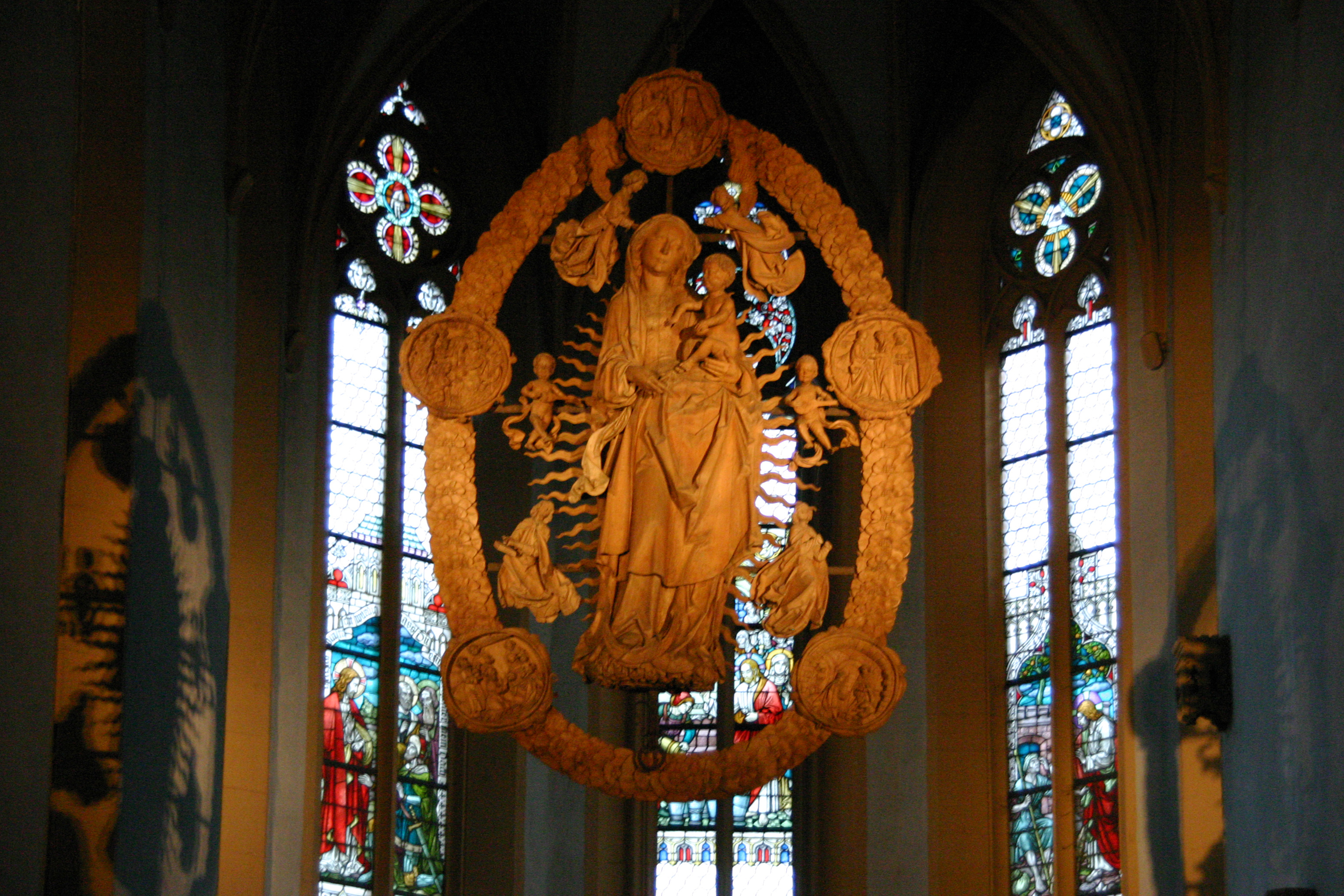
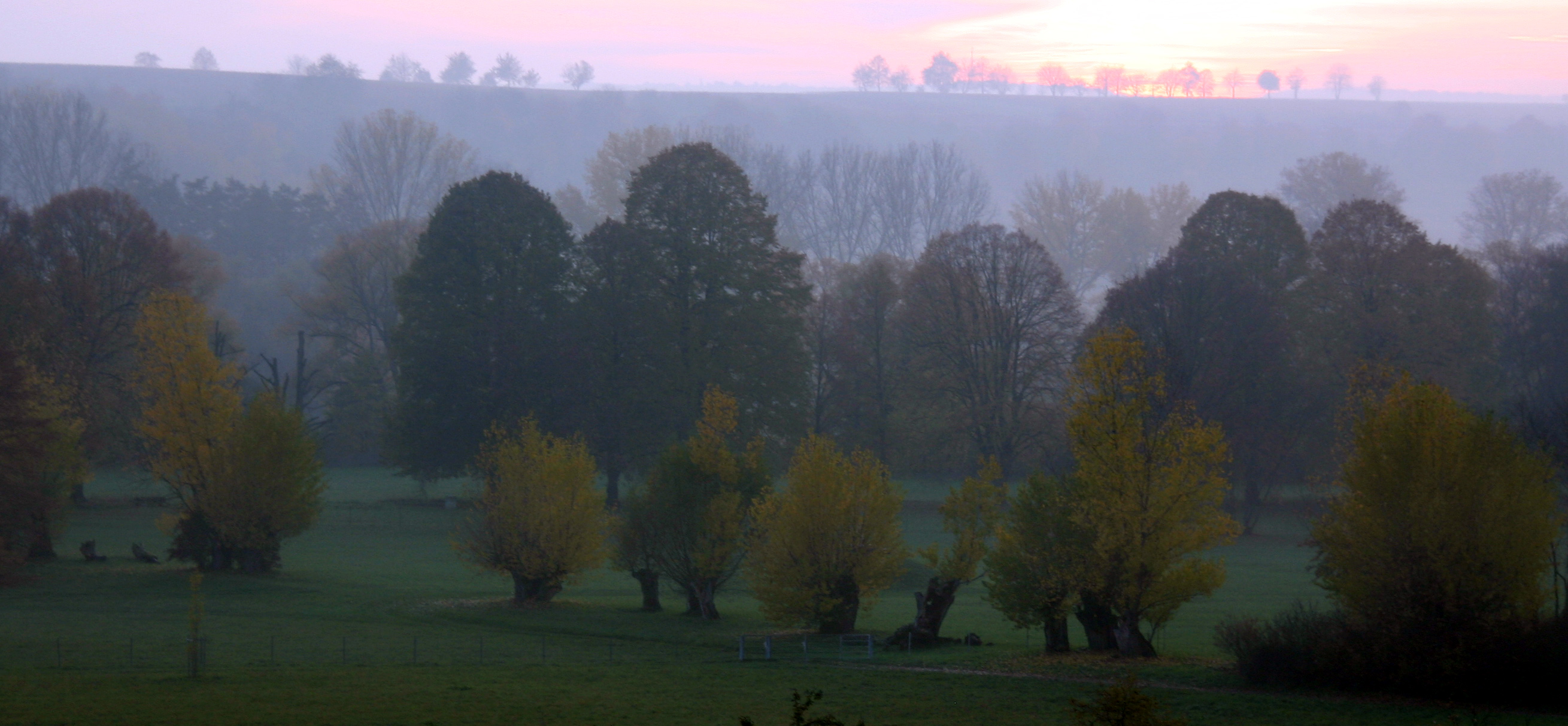